# SS-Hauptamt
Il SS-Hauptamt o (SS-HA) fu l'ufficio di comando centrale delle SS tedesche (Waffen SS) del Terzo Reich fino al 1940.

## Formazione
L'ufficio traeva origine nel 1931 quando le SS creavano il SS-Amt che serviva come SS Headquarters staff per tutte le varie unità delle Allgemeine-SS. Nel 1933, dopo che il NSDAP saliva al potere, il SS-Amt fu rinominato SS-Oberführerbereichen.
Tale ufficio diventò il SS-HA il 30 gennaio 1935.

## Organizzazione
Nel 1940 il SS-Hauptamt rimaneva responsabile per l'amministrazione delle SS, in materie come i rifornimenti, trasferimenti del personale e promozioni.
Il SS-HA aveva 11 dipartimenti (Ämter o Amtsgruppe)
- Amt Zentralamt
- Amt Leitender Ärzt beim Chef SS-HA
- Amt Verwaltung
- Amt Ergänzungsamt der Waffen-SS
- Amt Erfassungsamt
- Amt für Weltanschauliche Erziehung
- Amt für Leibeserziehhung
- Amt für Berufserziehung
- Amt Germanische Leitstelle
- Amt Germanische Ergänzung
- Amt Germanische Erziehung

Il SS-HA fu tecnicamente subordinata al Persönlicher Stab Reichsführer-SS ma in realtà manteneva la sua propria autonomia.

## Post guerra

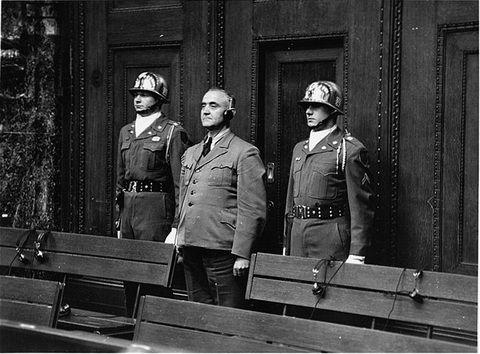
Gottlob Berger, il vecchio capo del SS-Hauptamt, in piedi durante il processo di Norimberga nel 1949. Fu condannato a 25 anni di reclusione per crimini contro l'umanità ma fu rilasciato nel 1951.

Dopo la fine della seconda guerra mondiale, i membri del SS-Hauptamt furono processati per crimini contro l'umanità.
I files del SS-Hauptamt possono oggi essere reperiti in microfilm presso il National Archives and Records Administration a College Park (Maryland). La documentazione originale è conservata in Germania sotto l'autorità del Bundesarchiv a Berlino.